# Припущення про роздільність
Припущення про роздільність (англ. separability assumption, рос. допущение о разделимости) — припущення у теорії перехідного стану про те, що енергія системи може бути виражена сумою внесків, пов'язаних з різними ступенями свободи. У теорії перехідного стану приймається, що енергію руху системи через поверхню потенціальної енергії можна розділити на різні компоненти, зокрема, у багатьох практичних розрахунках — на електронну, коливальну, обертальну та енергію трансляції.